# Bedanda
Bedanda är en sektor i Guinea-Bissau.   Den ligger i regionen Tombali, i den södra delen av landet, 80 km sydost om huvudstaden Bissau.